# Allonzo Trier
Allonzo Brian Trier (Seattle, Washington, 17 de enero de 1996) es un baloncestista estadounidense que pertenece a la plantilla de los Iowa Wolves de la G League. Con 1,93 metros de estatura, juega en la posición de escolta.

## Trayectoria deportiva

### Universidad
Tras disputar los prestigiosos McDonald's All-American Game y Jordan Brand Classic, donde fue elegido MVP, jugó tres temporadas con los Wildcats de la Universidad de Arizona, en las que promedió 16,8 puntos, 3,7 rebotes y 3,4 asistencias por partido. En 2017 fue incluido en el segundo mejor quinteto de la Pac-12 Conference, mientras que al año siguiente lo sería en el primero.

#### Estadísticas
| Año     | Equipo  | PJ | PT | MPP  | %TC  | %3P  | %TL  | RPP | APP | ROB | TPP | PPP  |
| ------- | ------- | -- | -- | ---- | ---- | ---- | ---- | --- | --- | --- | --- | ---- |
| 2015–16 | Arizona | 27 | 21 | 28.0 | .466 | .364 | .793 | 3.3 | 1.1 | .5  | .2  | 14.8 |
| 2016–17 | Arizona | 18 | 13 | 31.9 | .460 | .391 | .810 | 5.3 | 2.7 | .4  | .1  | 17.2 |
| 2017–18 | Arizona | 33 | 33 | 34.1 | .500 | .380 | .865 | 3.0 | 3.2 | .6  | .3  | 18.1 |
| Total   | Total   | 78 | 67 | 31.5 | .479 | .378 | .827 | 3.7 | 2.4 | .5  | .2  | 16.8 |

### Profesional
Tras no ser elegido en el Draft de la NBA de 2018, disputó con los New York Knicks las Ligas de Verano de la NBA, en las que jugó cuatro partidos en los que promedió 17,0 puntos, 5,5 rebotes y 3,2 asistencias. El 3 de julio firmó un contrato dual con los Knicks y su filial en la G League, los Westchester Knicks. En la pretemporada con el primer equipo disputó cinco partidos, en los que promedió 14,2 puntos y 2,2 rebotes.
Después de dos temporadas en los Knicks, el 26 de junio de 2020, fue cortado.
El 11 de enero de 2021, fue elegido por los Iowa Wolves en el puesto N.º 4 del draft de la NBA G League.

### Selección nacional
Representó a Estados Unidos en el FIBA Américas Sub-18 de Colorado 2014, donde ganó la medalla de oro. Al año siguiente, fue integrante de la selección júnior de Estados Unidos, que ganó el oro en el Mundial Sub-19 de 2015 celebrado en Grecia.

## Estadísticas de su carrera en la NBA

### Temporada regular
| Año     | Equipo   | PJ | PT | MPP  | %TC  | %3P  | %TL  | RPP | APP | ROB | TPP | PPP  |
| ------- | -------- | -- | -- | ---- | ---- | ---- | ---- | --- | --- | --- | --- | ---- |
| 2018-19 | New York | 64 | 3  | 22.8 | .448 | .394 | .803 | 3.1 | 1.9 | .4  | .2  | 10.9 |
| 2019-20 | New York | 24 | 1  | 12.1 | .481 | .358 | .791 | 1.2 | 1.2 | .1  | .2  | 6.5  |
| Total   | Total    | 88 | 4  | 19.9 | .454 | .384 | .801 | 2.6 | 1.7 | .4  | .2  | 9.7  |

### Redes sociales
- Allonzo Trier en X (antes Twitter)
- Allonzo Trier en Instagram
- Allonzo Trier en Facebook

- Datos: Q27469949
- Multimedia: Allonzo Trier / Q27469949